# Christoph Ruths

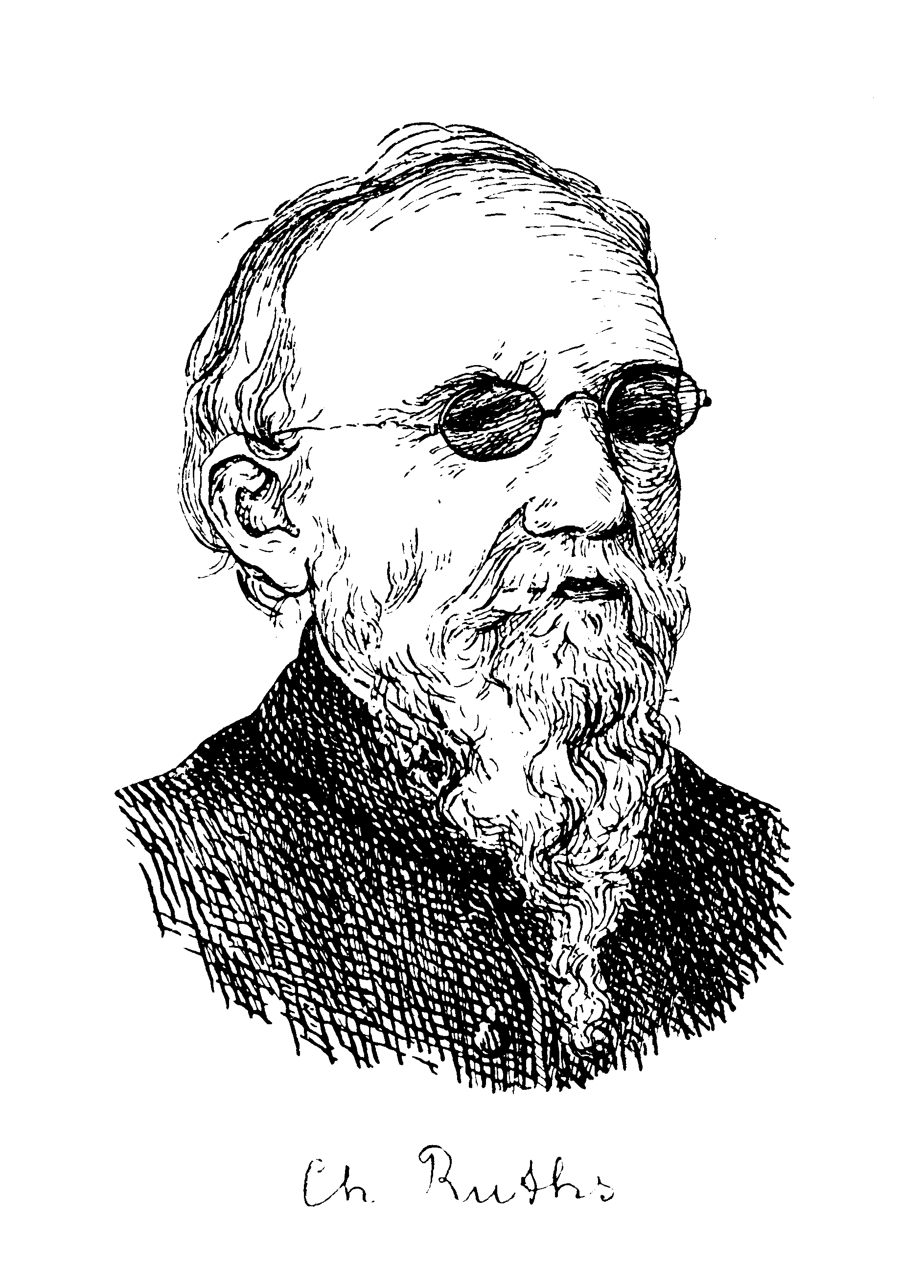
Christoph Ruths

Christoph Ruths (* 30. Dezember 1851 in Neutsch im Odenwald; † 6. Juni 1922 in Darmstadt), Pseudonyme Alexander Vulcanus, Alexander Lichtenberg, Alexander Ruths war ein deutscher Schriftsteller. Neben belletristischem verfasste er auch Werke zur Psychologie und Astronomie.

## Leben
Seine Eltern waren Peter Adam Ruths (1826–1872), Schulverwalter zuerst in Herchenrode, dann in Obernhausen bei Lichtenberg und in Roßdorf, und Elisabeth Ruths, geborene Keller (1826–1872).
Er besuchte die Realschule in Darmstadt und studierte zunächst Ingenieurwissenschaften, wandte sich aber bald den Naturwissenschaften und der Mathematik zu. Im Sommer 1868 trat er in die Vorschule des neugegründeten Polytechnikums (ab 1877: Technische Hochschule Darmstadt) über, wo er im September 1869 die Reifeprüfung bestand. 1874 promovierte er an der Universität Würzburg mit seiner Arbeit Über die Beziehung zwischen Härte und Magnetismus des Stahles und wurde dort Assistent bei Georg Hermann Quincke. Als dieser im nächsten Jahr an die Universität Heidelberg zurückberufen wurde, ging Christoph Ruths nach Dortmund, um dort Mathematik und Naturwissenschaften an der städtischen Gewerbeschule, späteren Oberrealschule, zu unterrichten. Am 20. September 1875 heiratete er Auguste Darmstädter (geb. 1854), die Tochter eines Mühlenbesitzers in Reichenbach (Lautertal). Im Anfang der Ferien, am 2. August 1876, wurde er im Schullaboratorium durch eine Explosion einer Glasretorte schwer an beiden Augen verletzt und erblindete im Herbst 1877 völlig. Zur gleichen Zeit starb sein zweijähriger Sohn. Er musste die Lehrtätigkeit aufgeben und zog nach Darmstadt, von wo aus er eine öffentliche Vortragstätigkeit ausübte. Nach einer schweren Lungenkrankheit musste er auch diese Tätigkeit abbrechen und sich nun auf literarische Betätigung als einziges Wirkungsfeld beschränken, wobei er neben Belletristik auch in den Gebieten der Astronomie und Psychologie schuf. 1881–1883 veröffentlichte er mehrere kleinere Novellen in verschiedenen deutschen Zeitschriften. Danach folgten größere belletristische Werke, die sich teilweise mit der Figur Alexanders des Großen befassen, dessen Persönlichkeit er bewunderte, und dessen Namen er als literarischer Pseudonym verwendet hatte, und eine Reihe Romane und Geschichten, die sich im Odenwald abspielen. In den 1890er Jahren beschäftigte er sich zur gleichen Zeit wie Sigmund Freud mit Traumphänomenen. Sein Buch Analyse und Grundgesetze der Traumphänomene blieb jedoch unveröffentlicht. Beim Schreiben stand ihm seine Frau Auguste beiseite.
Seit 1880 bis zu seinem Tode lebte er in einer Wohnung in der Steinstraße 29 (heute: Wilhelm-Glässing-Straße) in Darmstadt. Sein Grab auf dem Alten Friedhof Darmstadt (1 B 110) ist ein Ehrengrab.

## Werke (Auswahl)
- Die patriotischen Schwänzler. Ein dämonischer Maskenscherz. Zürich 1889
- Talestris. 1904
- Hertha Ruland. Berlin 1905
- Heerestragödie und Völkerversöhnung. Darmstadt 1909
- Die indische Entscheidung. Darmstadt 1916
- Der Hunger des Milliardärs. Eine Tragödie. Darmstadt 1917
- Die bösen Buben von Hockenrod. Darmstadt 1922
- Talestris. Die rote Barbarin. Leipzig 1922

### Postum erschienene Werke
- Titanische Szenen aus dem Alexanderzug. 2 Bände, Darmstadt 1923
- Rukmini. Darmstadt 1923
- Erotische Probleme. Darmstadt 1923
- Im Hirtenhaus. Roßdorf 1985

### Wissenschaftliche Schriften
- Ueber den Magnetismus weicher Eisencylinder. Nebst einem Anhange: Ueber den Magnetismus verschieden harter Stahlsorten. C. L. Krueger, Dortmund 1876, urn:nbn:de:hbz:6:1-34553
- Sonnenstrahl und Arbeitskraft der Menschheit. Ein Bild aus Naturwissenschaft und Industrie der Neuzeit. C. L. Krüger, Dortmund 1879, urn:nbn:de:hbz:6:1-68575
- Johann Kepler, ein Mann der Freiheit und des Lichts. In: Die Gartenlaube. Heft 46, 1880, S. 758–760 (Volltext [Wikisource]).
- Experimental-Untersuchungen über Musikphantome und ein daraus erschlossenes Grundgesetz der Entstehung, der Wiedergabe und der Aufnahme von Tonwerken.(=Inductive Untersuchungen über die Fundamentalgesetze der psychischen Phänomene. 1. Band) H. L. Schlapp, Darmstadt 1898, Volltext in der Google-Buchsuche = archive.org, Volltext in der Google-Buchsuche-USA
- Neue Relationen im Sonnensystem und Universum. Darmstadt 1915